# Zell am Main
Zell am Main, Zell a.Main – gmina targowa w Niemczech, w kraju związkowym Bawaria, w rejencji Dolna Frankonia, w regionie Würzburg, w powiecie Würzburg. Leży około 4 km na północny zachód od centrum Würzburga, nad Menem, przy liniach kolejowych Frankfurt nad Menem/Fulda - Würzburg - Monachium.

## Współpraca
Miejscowość partnerska:
- Dozulé, Francja

## Zabytki i atrakcje
- klasztor Oberzell z budynkami wykonanymi przez  Balthasara Neumanna
- elektrownia wodna
- wieża strzelnicza
- Kościół pw. św. Laurentego (St. Laurentius) z pietą Tilmana Riemenschneidera

## Oświata
(na 1999)

W gminie znajduje się przedszkole, 2 szkoły podstawowe i Hauptschule.